# Szigeti-Gyula János
Szigeti-Gyula János (Verespatak, 1840. – Kaposvár, 1900. december 19.) a kaposvári kórház főorvosa és egyik legnagyobb hatású igazgatója volt. 30 évig állt az intézmény élén, ezalatt számos fejlesztést vitt véghez, az ágyak számát pedig több mint tízszeresére emelte.

## Élete
1840-ben született az erdélyi Verespatakon református családban, apja Szigeti János bányatiszt volt. Tízéves korában a nagyenyedi kollégiumba került, majd a pesti egyetemen tanult, ahol 1868-ban diplomát szerzett. Bár még ebben az évben kihirdették, hogy Somogy vármegyében fog letelepedni, mint uradalmi orvos, egy évig még Pesten maradt, és sebészetet tanult, majd Bécsbe ment, hogy a szemészet és a német nyelv területén is fejlessze ismereteit. Amikor 1870-ben meghalt a kaposvári kórház igazgatója, Töltényi János, a megüresedett helyet Szigeti is megpályázta. Az Egészségügyi Választmány végül őt javasolta a tisztség betöltésére, így november 7-én a vármegyei főispántól meg is kapta kinevezését. Év végéig még szabadságot kért, hogy sebészvizsgáját letehesse, de 1871. január 4-én végül munkához látott. Nem szívesen költözött be a rendelkezésére bocsátott szolgálati lakásba, mivel tudta, hogy a kórházban milyen zsúfoltság van, ezért minden helyet sajnált, amelyet nem közvetlenül gyógyító tevékenységre hasznosítottak.
Bélaváry Emíliával kötött házasságot, akivel 1872 és 1890 között hat fiuk és hat lányuk született. Szerette a természetjárást, földrajzi és népművészeti gyűjtőmunkát is végzett a vármegye területén, valamint feljegyzéseket készített a kastélyparkok növényzetéről is. Kaposváron a Fő u. 64-es házban lakott, amikor 1900. december 19-én váratlanul elhunyt.

## Kórházfejlesztő munkája
A kaposvári kórház egyik legnagyobb problémája a zsúfoltság volt, amely akkora mértéket ért el, hogy az már a kezeléseket is akadályozta. Az igazgató kezdetben belső átrendezéssel próbálkozott, és azzal, hogy elbocsátották az indokolatlanul elfekvőket, az épület átvételekor pedig olyan jelentést írt, amelyben megállapította, hogy az orvosi, a házmesteri és a szakácsnői lakásokat szükségtelen az épületben elhelyezni, a halottas kamra, a boncterem, a személyzeti helyiségek és az elmebetegek cellái pedig célszerűtlenül vannak elhelyezve. Kiemelte, hogy az egész épület rosszul tagolt és szellőzetlen, a vécék helytelen elhelyezése bűzt okoz a folyosókon, korhad a tetőszerkezet, és a fűtés is rossz. A helyzet javítása érdekében konkrét tervrajzokat és gazdasági számításokat is végzett. Átdolgozta a régi, még Wehle igazgató által készített házirendet, és szigorúan megkövetelte a fegyelmet és a tisztaságot.
A vármegye vezetői a javaslatokból sokat megvalósítottak: új orvoslakást és új halottasházat építtettek, valamint engedélyeket bocsátottak ki a belső átépítésre, amellyel együtt a szellőzés is javult, és a fűtést is korszerűsítették. A költségek egy részét egy 1872-ben lefolytatott tárgysorsjáték bevételéből fedezték, ám a hosszadalmas elszámolás miatt ez a pénz csak négy év múlva került a kórházhoz. Az ágyszám az átépítések következtében 36-ról 64-re nőtt, és új, elkülönített hely jutott már a fertőző nemi betegeknek is. 1877-ben a kórház újabb, ezúttal 6000 forintos támogatást kapott a vármegyétől, amelyből új, hétcellás elmebeteg-pavilon épült, amelynek alagsorában és melléképületeiben főző- és mosókonyhát, valamint raktárakat alakítottak ki, és itt kapott helyt a cselédség is. A bővítés eredményeképp az ágyszám 87-re nőtt.
Az 1880-as évek elején újabb bővítések tervei készültek el: először a főépületre akartak emeletet ráépíteni, de ez műszaki akadályok miatt nem valósult meg, így inkább az épület nyugati végéhez építettek új oldalszárnyat. Ezt 1884-ben tervezték meg, és 1887-re készült el, egyidőben a régi épületrész felújításával. Az ágyszám 137-re emelkedett, és megkezdődött az osztályok kialakítása is. Az elkülönült szülészeti osztályon elindult a bábaképzés, ahol 1888-tól kezdve évente 2–5 tanfolyam keretében végzettséget adtak a vármegye addig képesítéssel nem rendelkező községi bábáinak. Ezt az oktatási rendszert még az országos főorvos is követendő példának nevezte.
A nemrég épült elmebeteg-pavilon azonban szűknek bizonyult, ezért az igazgató a vármegyei főorvossal közösen javaslatot tett egy 100 ágyas elmeosztály létesítésére. Ehhez állami támogatást is nyertek, sőt, ezzel együtt fertőző osztály, új halottasház, boncterem és gazdasági épületek is épültek. Az új elmeosztály (120 ággyal) 1897-ben már működött, a többi épület 1898 májusáig készült el, így a kórház teljes ágyszáma 364-re bővült. Az osztályok élére osztályvezető orvosokat neveztek ki, a kórház orvosai és véglegesített tisztviselői pedig a vezetésnek köszönhetően bekerültek a vármegyei nyugdíjintézetbe. Az igazgatót eközben kinevezték az Országos Közegészségügyi Tanács tagjává is.
Szigeti ahhoz is hozzájárult, hogy az ápolást szerzetesek segítsék, számukra pedig lakóházat és kápolnát építtetett.
1900-ban újabb javaslattal állt elő, ezúttal egy új, 60 ágyas szülészeti és nőgyógyászati osztályt, és egy hozzá tartozó bábaképezdét szeretett volna építtetni. A vármegye ezt a javaslatot kiegészítette még egy 150 férőhelyes lelencházzal is, ezt azonban a belügyminiszter ellenezte, hogy a kórház területén épüljön meg. A további egyeztető tárgyalások közben Szigeti azonban váratlanul meghalt.

## Emlékezete
Róla nevezték el a kaposvári egészségügyi szakképző iskolát. Sírja a város Keleti temetőjében található.